# توماس باركر
توماس باركر (بالإنجليزية: Thomas Barker)‏ (و. 1722 – 1809 م) هو عالم أرصاد جوية، وعالم فلك من المملكة المتحدة .
توفي عن عمر يناهز 87 عاماً.